# Чёрная тройка

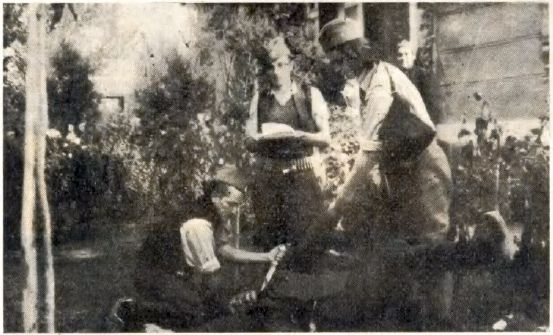
Чёрная тройка готовится убить схваченного ими человека, июнь 1943 года

Чёрные тройки (серб. Црна тројка) — небольшие отряды из трёх человек в составе Югославской армии в Отечестве, которые приводили в исполнение вынесенные военными судами приговоры. Среди лиц, казнённых чёрными тройками, были сотрудничавшие с оккупационными властями коллаборационисты: деятели Сербской государственной стражи («недичевцы»), Сербского добровольческого корпуса войск СС («лётичевцы»), четники Косты Печанаца (в том числе и их лидер). Также часть жертв чёрных троек составляли попавшие в плен леворадикалы и левые, симпатизировавшие красному партизанскому движению лица и их семьи.

## Структура
Начальником чёрных троек в Югославии был генерал Драголюб Михаилович, который лично передавал указания тройкам о том, кого стоит ликвидировать. Напротив имени жертвы Михаилович всегда ставил букву «З», что означало «заклати» (с серб. — «забить до смерти»), хотя сам Михаилович расшифровывал это как «заплашити» (с серб. — «запугать»). Все имена ликвидированных чёрными тройками оглашались в эфире радио BBC или отправлялись курьерами. Обычно приговорённых к гибели закалывали ножами.
Командиры бригад брали с собой некоторое количество троек для выполнения особых заданий, причём члены троек не должны были ничего знать друг о друге. В тройки записывались на добровольной основе, но тайно, а присягу обычно приносили перед командиром бригады. Тройка, которая проваливала задание, обычно приговаривалась сама к кончине. Поскольку партизаны и поддерживавшие их люди на оккупированных нацистами и их союзниками территориях жили бок о бок с мирными жителями, четники не имели права приступать к ликвидации своих противников, не составляя предварительные списки. Иногда списки составляли офицеры четников: примером является полковник Еврем Симич, инспектор всех сил четников.

## Ликвидированные тройками
В течение лета 1942 года радиостанция BBC использовалась чёрными тройками в пропагандистских целях: как для организации провокаций, так и для запугивании. В югославском эфире BBC, который контролировался королевской властью в изгнании, зачитывали списки сторонников Милана Недича и Димитрие Лётича, которых необходимо было уничтожить или как минимум запугать. Списки отправлял Дража Михаилович. На основании этих списков летом 1942 года были убиты Войо Чвркич (1898—1942), депутат Скупщины Югославии от Югославского радикального объединения, которому вменялось покушение на Дражу Михаиловича, и священник-лётичевец Драгутин Булич. Партизан среди приговорённых к смерти не было.
Когда британские власти узнали, что югославы объявляют в радиоэфире списки оккупантов и других коллаборационимтов, они запретили подобную практику, посчитав её непродуктивной. Против решения британцев выступили премьер-министр Слободан Йованович и братья Живан и Радое Кнежевичи. После этого четники начали устраивать расправы над всеми своими противниками без ведома королевских властей и союзников: в мае 1944 года ими был убит заместитель министра внутренних дел Светозар Джорджевич, в июне 1944 года — Коста Печанац. Позднее от рук одной из чёрных троек погиб полковник Еврем Симич, который примкнул к командиру Предрагу Раковичу, не подчинявшемуся Михаиловичу. Среди иных жертв чёрных троек были Милош Масалович, глава кабинета министров правительства Недича, и Александр «Цека» Джорджевич, заместитель министра внутренних дел правительства Недича.

## Некоторые деятели
- Милорад Вукоичич[сербохорв.] (1917—1945), священник Сербской православной церкви, черногорец по национальности. Казнён в 1945 году югославскими властями, посмертно реабилитирован и признан святым в мае 2005 года на архиерейском соборе СПЦ. Ряд журналистов и публицистов, в том числе и религиовед Мирко Джорджевич осудили канонизацию Вукоичича.